# Kongres futurologiczny
Kongres futurologiczny – długie opowiadanie fantastycznonaukowe Stanisława Lema opublikowane po raz pierwszy w 1971 roku w zbiorze opowiadań Bezsenność, po raz drugi w 1973 roku (razem z powieścią  Głos Pana), wpisujące się w cykl Dzienników gwiazdowych. Głównym bohaterem, a zarazem narratorem, jest gwiezdny podróżnik Ijon Tichy – postać łącząca wszystkie utwory cyklu.

## Treść utworu
Akcja opowiadania rozpoczyna się na Ziemi w nieodległej, w stosunku do czasu powstania utworu, przyszłości – przypuszczalnie na przełomie XX i XXI wieku. Ijon Tichy bierze udział w zorganizowanym w Nounas (stolica fikcyjnej Costaricany) Ósmym Światowym Kongresie Futurologicznym, obradującym w luksusowym hotelu nad problemem przeludnienia w świecie targanym konwulsjami wybuchów społecznych i skrajnie niestabilnym politycznie.
Wkrótce po rozpoczęciu obrad na ulicach miasta dochodzi do zamieszek, które przeradzają się w wojnę domową. Tichy wraz z garstką uczestników kongresu oraz dyrekcją zburzonego hotelu chroni się w kanale ściekowym, dokąd docierają użyte w tłumieniu zamieszek chemiczne środki halucynogenne, które wywołują u bohatera ciąg urojeń. Doznając halucynacji, z jednej wizji wpada w kolejną, starając się jednak zachować krytycyzm i odnaleźć drogę powrotną do rzeczywistości. Tichemu wydaje się, że zostaje ciężko ranny i że po wyleczeniu przebywa w szpitalu. Doznaje urojenia, że zostaje tam uznany za chorego psychicznie i zahibernowany z braku możliwości wyleczenia. Następnie zdaje mu się, że został odmrożony w 2039 roku w zadziwiająco idyllicznym świecie, zrewolucjonizowanym przez osiągnięcia chemii, gdzie niemal wszystkie ludzkie potrzeby są w nim zaspokajane poprzez bezpośrednie oddziaływanie na mózg wszechobecnych, rozpylanych w powietrzu, substancji chemicznych. Owe specyfiki są tak zaawansowane, że likwidują niepożądane społecznie zachowania, są łatwo przyswajalnym nośnikiem wiedzy, albo mogą wywołać dowolną (z góry zaplanowaną) projekcję, wizję, samopoczucie lub przekonanie u osoby je przyjmującej. Uwierzywszy wreszcie, że rzeczywiście żyje w świecie przyszłości, Tichy próbuje dociec prawdziwego obrazu owego świata, ukrytego za masowo wywoływanymi złudzeniami. Badając stan tamtejszych rzeczy odkrywa, że chemiczna otoczka służy jedynie ukryciu przed ludźmi niewiarygodnego przeludnienia, destrukcyjnego wpływu chemizacji („psywilizacji”) na organizm człowieka oraz niechybnej zagłady spowodowanej nieodwracalnymi zmianami klimatycznymi. W końcu budzi się i stwierdza, że nadal przebywa w kanale ściekowym w Nounas pod gruzami zburzonego hotelu, gdzie zauważa oznaki przygotowań do drugiego dnia kongresu futurologicznego.

## Styl i budowa utworu
Kongres napisany jest w formie groteskowej narracji pierwszoosobowej, charakterystycznej dla całego cyklu przygód Ijona Tichego. W utworze wyraźnie wyodrębnione są dwie części, w przybliżeniu równe pod względem objętości tekstu (odpowiednio, 56 i 73 strony).
Część pierwsza opisuje wydarzenia zaszłe w pierwszym dniu i pierwszej nocy kongresu, jak i to, co dzieje się w głowie Tichego w następstwie odurzenia chemikaliami. Najwyższą formą podziału tekstu jest tu tylko akapit, co wzmaga poczucie ciągłości zdarzeń, w które popycha głównego bohatera jego stymulowana sztucznie wyobraźnia, i zaciera granice między urojeniem a rzeczywistością.
Część druga, opisująca doświadczenia Tichego po rzekomym odmrożeniu, jest napisana w formie dziennika. Obejmuje ona zapisy znacznie dłuższego okresu od lipca (pierwszy wpis: 27 lipca) do 5 października 2039 roku. (Pod koniec tej części utworu bohater uzyskuje wiadomość, że był wprowadzony w błąd co do czasu, a owe zapisy prowadził w roku 2098.). Dopiero na samym końcu opowiadania wyjaśnia się, że wszystkie wydarzenia opisane w tej części narracji są wytworem halucynacji doświadczonych w miejscu i czasie przedstawionych w części pierwszej.

## Problematyka
Wielu krytyków i czytelników uważa, że wizja wyimaginowanego świata przyszłości stanowi dla Lema tylko pretekst do postawienia uniwersalnego pytania: czy należy dążyć do poznania prawdy, choćby nie wiadomo, jak była straszna, czy też pławić się w nieświadomości i „nie chcieć wiedzieć”. Symington, jeden z ludzi kontrolujących chemiczną mistyfikację, wyjaśnia Ijonowi Tichemu: Przynosimy spokój, pogodę i ulgę jedynym zachowanym sposobem. [...] Jesteśmy ostatnim Atlasem tego świata. Chodzi o to, że jeżeli już musi ginąć, niechaj nie cierpi.
Inną dostrzeganą płaszczyzną interpretacji utworu jest refleksja nad ułomnością postrzegania ludzkiego, które opiera się wyłącznie na doniesieniach zmysłów, a te z kolei na biochemii neurotransmiterów. Zawłaszczając kontrolę nad tą częścią układu nerwowego, poprzez wprowadzanie do atmosfery fantastycznych substancji, można kierować całą ludzkością, sprawiając, że widzi ona to, na co została zaprogramowana. Ten sam Symington powiada: Wyzwolenie zawdzięczamy chemii [...]. Wszystko bowiem, co istnieje, jest zmianą natężenia jonów wodorowych na powierzchniach komórek mózgu. Widząc mnie, doświadcza pan w gruncie rzeczy zmian równowagi sodowo-potasowej na membranach neuronów. A więc dość jest wysłać tam, w mózgowy gąszcz, nieco dobranych molekuł, abyś jako jawę przeżył spełnienie rojeń.
Główny bohater w pewnych momentach nie potrafi wyjaśnić sobie, na którym poziomie halucynacji się znajduje – pragnie wrócić już nie do rzeczywistości, lecz choćby do poprzedniej wizji: Skąd te sugestie kulbaczenia, te propozycje wierzchowe, dlaczego na oklep, Boże święty, czyżby i tutaj znajdował się gdzieś kanał, budzik mój i moja kruchta, rękojmia jawy? (we wcześniejszych majakach Tichy widział osiodłane szczury).

## Ekranizacje
Na podstawie książki powstał film Kongres (The Congress).
Tytuł Kongres futurologiczny (Der futurologische Kongress) nosi jeden z odcinków serialu Ijon Tichy – gwiezdny podróżnik, jednak treść jego odpowiada Podróży Ósmej z książki Dzienniki gwiazdowe.

## Czytaj też
- Dariusz Brzostek, 2005, ""Kongres futurologiczny" Stanisława Lema, czyli złudna utopia farmakokracji	", w: Polska literatura fantastyczna. Interpretacje, red. Andrzej Stoff & Dariusz Brzostek, UMK